# Group Theatre (Nova York)
Group Theatre (Teatro de Grupo) foi uma importante companhia de teatro de Nova York fundada em 1931 por Harold Clurman, Cheryl Crawford e Lee Strasberg  O nome “grupo” se origina na proposta destes artistas de que se deve atuar como um coletivo, não como “estrelas” individuais.

## Objetivo
Sua meta principal era desenvolver uma atuação “natural” e “altamente disciplinada”. Os membros do Group Theatre são pioneiros daquilo que veio a se tornar uma "técnica norte-americana de interpretação’’ derivada dos ensinamentos de Constantin Stanislavski, mas que tomou um contorno próprio. A companhia incluía atores, diretores, dramaturgos e produtores.
Em seus dez anos de existência foram produzidas encenações daqueles que se tornariam os mais importantes dramaturgos do período, entre eles Clifford Odets e Irwin Shaw.  Sua produção de maior sucesso aconteceu na temporada de 1937-1938 na  Broadway (teatro), Golden Boy, estrelando Luther Adler e Frances Farmer.
Há também uma companhia em Londres com o mesmo nome, fundada em 1932, mas sem qualquer ligação com o ‘’’Group Theatre’’’ de Nova York.

## Influências de Stanislavski
Richard Schickel, em sua biografia sobre Elia Kazan descreve as primeiras experiências de Lee Strasberg com o teatro que começaram em casas de apoio a imigrantes (settlement house). Entretanto ao assistir Stanislavski no Teatro de Arte de Moscou, em sua viagem de 1923, onde nunca havia assistido "um conjunto como este completamente entregues ao trabalho" (...) e onde cada ator parecia projetar uma espécia de vida interior silenciosa, mas palpável, de si e de sua personagem.(...) assim ele ficou apaixonado pelo teatro (...) e percebeu que além de atuar poderia tornar-se professor e teórico deste novo  sistema que se tornaria uma grande força no teatro nos Estados Unidos.
Strasberg inicia assim seus estudos com Maria Ouspenskaya e Richard Boleslavsky, que foram alunos de Stanislavski e imigraram para os Estados Unidos, no American Laboratory Theater. Em 1925 Strasberg aparece em seu primeiro papel profissional em Processional, uma peça produzida pelo Theater Guild.

## References
1. ↑  Clurman, Harold (1983). The Fervent Years: the Group Theatre and the Thirties. New York: Da Capo Press.
2. ↑  Schickel, Richard. Elia Kazan: A Biography, HarperCollins (2005)
3. ↑  Slater, Robert and Elinor.
Great Jewish Men, Jonathan David Company, Inc. (1996)